# CRRC Group
CRRC Group Corporation eller CRRC Group er et kinesisk statsejet holdingselskab og jernbaneselskab. Koncernens datterselskaber omfatter CRRC Corporation og 32 andre datterselskaber.